# 門田安弘
門田安弘（もんでん やすひろ、1940年7月14日- ）は、日本の経営学者。筑波大学名誉教授。
大阪府生まれ。1964年関西学院大学経済学部卒、1969年神戸大学大学院経営学研究科経営学会計学専攻博士課程満期退学、1990年「分権的組織の内部振替価格と利益配分に関する基礎的研究」で筑波大学より学術博士の学位を取得。
1966年愛知大学法学部助手となり、1969年専任講師、1971年大阪府立大学経済学部助教授、1983年筑波大学社会工学系教授、2004年定年退官し、名誉教授、目白大学教授を務め、2011年退職。
1984年「Toyota production system」で日経・経済図書文化賞受賞。日本組織会計学会会長。

## 著書
- 『多目標と階層組織の管理会計』同文館出版 1978
- 『トヨタシステム トヨタ式生産管理システム』講談社 1985　のち文庫
- 『ジャストインタイム トヨタ生産方式海を渡る』日本生産性本部 1987
- 『DSS会計の理論と実際 モデル構築を中心に』第三出版 1987
- 『実例自動車産業のJIT(ジャストインタイム)生産方式』日本能率協会 1989
- 『振替価格と利益配分の基礎』同文館出版 1989
- 『新トヨタシステム』講談社 1991
- 『自動車企業のコスト・マネジメント 原価企画・原価改善・原価計算』同文館出版 1991
- 『トヨタの経営システム』日本能率協会マネジメントセンター 1991
- 『振替価格と利益配分の展開』同文館出版 1991
- 『価格競争力をつける原価企画と原価改善の技法』東洋経済新報社 1994
- 『原価計算』税務経理協会 2000
- 『管理会計 戦略的ファイナンスと分権的組織管理』税務経理協会 2001
- 『経営・会計の実証分析入門 SPSSによる企業モデル分析』中央経済社 2003
- 『トヨタプロダクションシステム その理論と体系』ダイヤモンド社 2006
- 『企業間協力のための利益配分価格』税務経理協会 2009
- 『不況に克つ経営変革』税務経理協会 2009

### 共編著
- 『トヨタ生産方式の新展開』編著 日本能率協会 1983
- 『管理会計学テキスト』編著 税務経理協会　1995
- 『日本のコストマネジメント 日本企業のコスト構造をいかに変えるか』浜田和樹,李健泳共編著 同文舘出版 1999
- 『組織構造のデザインと業績管理』浜田和樹,李健泳共編著 中央経済社 2001
- 『企業価値向上の組織設計と管理会計』編著 門田経営会計研究所 税務経理協会 (発売) 2005
- 『管理会計レクチャー 基礎編』編著 税務経理協会 2008
- 『管理会計レクチャー 上級編』編著 税務経理協会 2008
- 『セミナー管理会計』編著 税務経理協会 2016

### 翻訳
- H.H.ベーム, F.ヴィレ共著『直接原価計算の展開 その分権管理への適用』溝口一雄監訳 谷武幸共訳 白桃書房 1971
- ジョン・ワイ・リー『90年代の管理会計』井上信一共訳 中央経済社 1989
- ポール・M.スワミダス編『生産管理大辞典』黒田充,森戸晋共監訳 朝倉書店 2004

## 論文
- ＜門田安弘